# دهستان دشت عباس
دهستان دشت عباس، یکی از دهستان‌های بخش دشت عباس شهرستان دهلران در استان ایلام ایران است. مرکز این دهستان، شهر دشت عباس است.

## جمعیت
بر پایه سرشماری عمومی نفوس و مسکن در سال ۱۳۹۵، جمعیت دهستان دشت عباس برابر با ۸٬۸۰۸ نفر بوده‌است.